# ウィンターズ・ボーン
『ウィンターズ・ボーン』(Winter's Bone) は、2010年のアメリカ合衆国のヒューマン・サスペンス映画である。2006年に発表されたダニエル・ウッドレルの同名の小説に基づいている。2010年1月21日、サンダンス映画祭で初公開され、ドラマ部門のグランプリを受賞した。第83回アカデミー賞では作品賞、脚色賞、主演女優賞、助演男優賞にノミネートされた。

## 物語の背景
本作は、アメリカ中西部のミズーリ州オザーク高原を舞台に、「ヒルビリー（丘のスコットランド人）」と呼ばれる人々の生活を背景として展開する。
彼らは、19世紀に山腹の痩せた土地に定住した移民の子孫で、キリスト教徒の白人だが、いくつかの姓に属する人々が血縁と姻戚関係によって強く結びつき、独特の閉鎖的な因習と「掟（おきて）」が、法律よりも重んじられている。18世紀前半からアメリカに移民しはじめた「スコッチ・アイリッシュ」と呼ばれる人たちが始まりであり、アパラチアやオザークの人里離れた山奥に入植したことから、ヒルビリーと言えば田舎者の代名詞となった。
情報はすぐさま知れ渡り、父を探す主人公の行動は周囲の人々に妨害される。父が一族によって殺されたことが判明しても、主人公は法に訴えようとは考えず、その事実を受け入れる。主人公もまた一族の女なのだ。貧しさゆえに麻薬の密造などの犯罪が横行し、本作に登場する女性たちは、男たちと同様にショットガンを操るタフな人々として描かれている。
作中に登場するブロンド(金髪)やティアドロップ（涙のしずく）という名前は「あだ名」である。生まれた男子に先祖の名を継がせる伝統があるために、同姓同名が非常に多く、区別をつけるためである。また、本作に登場するヒルビリーの音楽は、カントリー・ミュージックの基のひとつと位置付けられている。

## あらすじ
ミズーリ州南部に住む17歳の少女リーは父親を探していた。麻薬の密造で逮捕された父は、保釈後に姿を消していたのだ。父が裁判に出廷しないと、保釈金のかたとして家と土地が没収され、家族は路頭に迷ってしまうのだ。
親類や知人を訪ねて、父親の手がかりを得ようと奔走するリー。しかし、その行動を疎んずる親戚の女たちによって、リーは半殺しのリンチを受けてしまった。
父親が一族の掟(おきて)を犯したために、殺されたと確信するリー。リーの属する一族にとって、掟破りは死に値する罪なのだ。リーも一族の女であり、警察に訴えることなど考えもしない。しかし、父の死を証明できなければ、家は没収されるのだ。
そんな時、親戚たちが父親の遺体の在処をリーに明かした。リーは遺体の一部を「送り主不明の届け物」として警察に提出することで、父の死を証明し、家と家族を守り抜いた。だが、父の兄である叔父は、弟を殺した犯人を突き止めていた。復讐は続くのだ…。

## キャスト
- リー・ドリー: ジェニファー・ローレンス
- ティアドロップ・ドリー: ジョン・ホークス
- リトル・アーサー: ケヴィン・ブレズナーン
- メラブ: デイル・ディッキー
- シェリフ・バスキン: ギャレット・ディラハント
- エイプリル: シェリル・リー
- サターフィールド: テイト・テイラー

## 評価

### 批評
Rotten Tomatoesは156個のレビューに基づき、本作のトマトメーターを94%、評価の平均を8.3/10としている。同サイトによって選抜された上位の批評家による31個のレビューに絞ると、トマトメーターは94%、評価の平均は8.1/10となる。Metacriticは38個の批評を基に90/100という「全面的に高い評価」の加重平均値を示している。『ローリング・ストーン』のピーター・トラヴァースは「『ウィンターズ・ボーン』は忘れ難い」といい、「グラニクはこの目を離せない激しさと感性を伴った、危うく際どい題材を捌いた」「グラニクはローレンスという若く優れた女優にリーが宿っていることを見出した。彼女の演技は演技を超えた、迫り来る風雲である」と書いた。

### 映画賞
サンダンス映画祭でドラマ部門のグランプリに輝き、第83回アカデミー賞では4部門ノミネートされた。そのほかベルリン国際映画祭で2つの賞を受賞、インディペンデント・スピリット賞で7部門にノミネートされ2部門を受賞するなど、あわせて92個の賞にノミネートされ、うち35個を獲得した。